# Incarcerated Scream
Incarcerated Scream é primeiro álbum do guitarrista virtuoso brasileiro Sérgio "Serj" Buss.
O CD é todo autoral e instrumental.

## Faixas
01.A World of Different Colors (02:47)

02.C (04:11)

03.Promises Made Promises Broken (01:10)

04.Hundreds of Secrets Waiting to be Revealed (06:22)

05.A Seeker (01:24)

06.As Friends (03:14)

07.The Ritual (03:44)

08.Last Night I Felt Like I Was Sleeping With An Angel (02:23)

09.You're the One Who Taught Me About the Silence (04:06)

10.Baby Earth Dragon (03:33)

11.I Could See the Rain in Your Face (01:08)

12.Little Deborah (00:35)

13.Still Flying (02:20)

14.This is Another Poem That He Wrote (03:28)

15.It (02:59)

16.If I had My Own Sky... (01:58)

### Faixas Bonus: 2a edição
17.Playing With Colors and Sounds (04:41)

18.In Silence (04:22)

19.Visiting Your Little World (04:36)

20.A Hidden Spot (13:44)